# Hofanlage Ahrensdorfer Straße 2
Die Hofanlage Ahrensdorfer Straße 2 in der niedersächsischen Gemeinde Vollersode-Ahrensdorf wurde in der Mitte des 19. Jahrhunderts gebaut. Aktuell (2025) wird sie zum Wohnen und wohl landwirtschaftlich genutzt.
Das Gebäude steht unter Denkmalschutz (siehe auch Liste der Baudenkmale in Vollersode).

## Geschichte und Beschreibung
Die Gemeinde Vollersode wurde erstmals 1185 als Valdersha erwähnt und ist heute Teil der Samtgemeinde Hambergen.
Die Hofanlage auf baumreichem Areal besteht aus
- dem eingeschossigen giebelständigen Wohn- und Wirtschaftsgebäude von um 1850 als Zweiständer-Hallenhaus in Fachwerk mit Steinausfachungen, mit ziegelgedecktem Krüppelwalmdach und Grooter Door mit Korbbogen; eine Traufseite wurde massiv in Backstein erneuert.[2]
- der giebelständigen Scheune aus dem 19. Jahrhundert in Fachwerk mit Steinausfachungen und Walmdach sowie Querdurchfahrt.[3]

Das Landesdenkmalamt befand u. a.: „… ortsgeschichtlicher, gebäudetypischer, orts- und anlagenbildprägender Zeugniswert … .“